# Jean Grumellon
Jean Grumellon (Saint-Servan-sur-Mer, 1º giugno 1923 – Saint-Malo, 30 dicembre 1991) è stato un calciatore francese, di ruolo attaccante.

## Carriera
Giocò in Division 1 con Rennes, Nizza e Le Havre. Fu capocannoniere della Division 1 nel 1950.